# Phosphatase
Une phosphatase est une enzyme dont la fonction est d'enlever un groupe phosphate d'une molécule simple ou d'une macromolécule biologique, par hydrolyse. En biotechnologie, elle peut agir sur l'ADN et sur l'ARN afin d'empêcher leur circularisation.
Elle est utilisée après l'action d'une enzyme de restriction et avant l'addition de l'ADN étranger d’intérêt. 
Par exemple : la glucose 6 phosphatase enlève le phosphate du glucose-6-phosphate pour en faire du glucose. Son dysfonctionnement engendre une glycogénose, par accumulation de glucose-6-phosphate dans le foie.

## Dosage sanguin
Dans le contexte médical du dosage sanguin, le taux de phosphatases normal doit être inférieur à 936 unités par litre de sang.

## Phosphatome
Le phosphatome est l'ensemble des phosphatases naturellement produites par un même organisme. 
Les phosphatases sont structurellement et catalytiquement très différentes des kinases. Dans le métabolisme animal et humain notamment, les enzymes kinases et phosphatases agissent de manière complémentaire et opposées dans la régulation post-traductionnelle. Ces deux familles d'enzymes régulent toute la phosphorylation des protéines et la plupart des processus cellulaires. Leurs dysfonctionnements expliquent de nombreuses maladies humaines. 
Une étude récente s'est basée sur des données génomiques relatives aux protéines phosphatases chez les eucaryotes, aboutissant à une  cartographie du phosphatome humain et apportant des données sur son évolution et ses liens avec des maladies liées à diverses phosphatases humaines.  
Le phosphatome humain serait composé de 189 gènes connus et 79 pseudogènes ou rétrogènes ont en outre été identifiés dont certains pourraient avoir une fonction résiduelle.